# 大庭三四郎
大庭 三四郎（おおば さんしろう、1990年8月26日 - ）は、競技麻雀のプロ雀士。東京都国分寺市出身、日本プロ麻雀連盟所属（現在、同団体内での段位は四段）。
キャッチコピーは「痛覚を失った男」。

## 人物
- 2011年　日本プロ麻雀連盟27期生としてプロデビュー[2]。
- 2011年　第25期新人王を獲得[2]。
- 2016年　第30期チャンピオンズリーグ２位[2]。
- 2020年　麻雀最強戦2020次世代プロ集結麻雀代理戦争 ２位。
- 雀風は門前手役派。好きな手役は『二盃口』を上げている。

## 獲得タイトル
- 新人王（第25期）[2]